# スタリ・ラスとソポチャニ
「スタリ・ラスとソポチャニ」は、セルビアの世界遺産の一つである（ID96）。1979年に当時のユーゴスラビアの世界遺産として登録されたもので、現在のセルビア領内の世界遺産としては最初に登録されたものである。登録対象に含まれているのは、かつての王都であったラスの遺跡のほか、セルビア最古の聖堂や、セルビアに残るもので最も美しいとされるフレスコ画をとどめる修道院などである。

## 登録対象
登録名称通り、ノヴィ・パザル周辺に残るラスの遺跡とソポチャニ修道院、および近隣の関係する建造物群が対象となっている。

### スタリ・ラス
スタリ・ラス（Stari Ras, ID96-001）は、「古いラス」の意味で、10世紀から13世紀の間、ラシュカ地方の主都だった都市の遺跡である。
現在残る遺跡群は、王宮跡と推測されるいくつかの建造物群や聖堂跡などである。

### ソポチャニ修道院

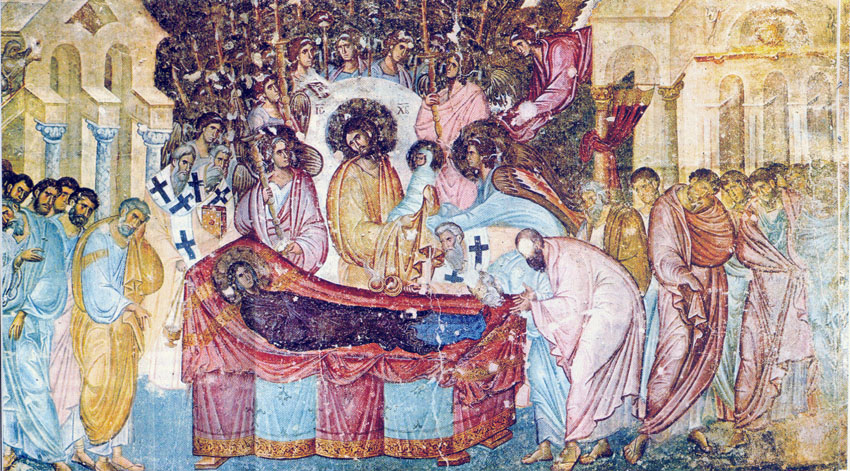
生神女の就寝

ソポチャニ修道院（Sopoćani Monastery, ID96-002）は、1260年頃に建てられたセルビア正教会の修道院である。セルビア王ステファン・ウロシュ1世の命で建造された修道院で、特に付属聖堂の至聖三者聖堂に残るフレスコ画作品『生神女の就寝』は、作者は不明であるが、セルビアに残るフレスコ画の中では最も美しいものと評されており、13世紀のビザンティン美術の中でも特に優れたものの一つともされる。

### 聖ペトル聖堂とネクロポリス

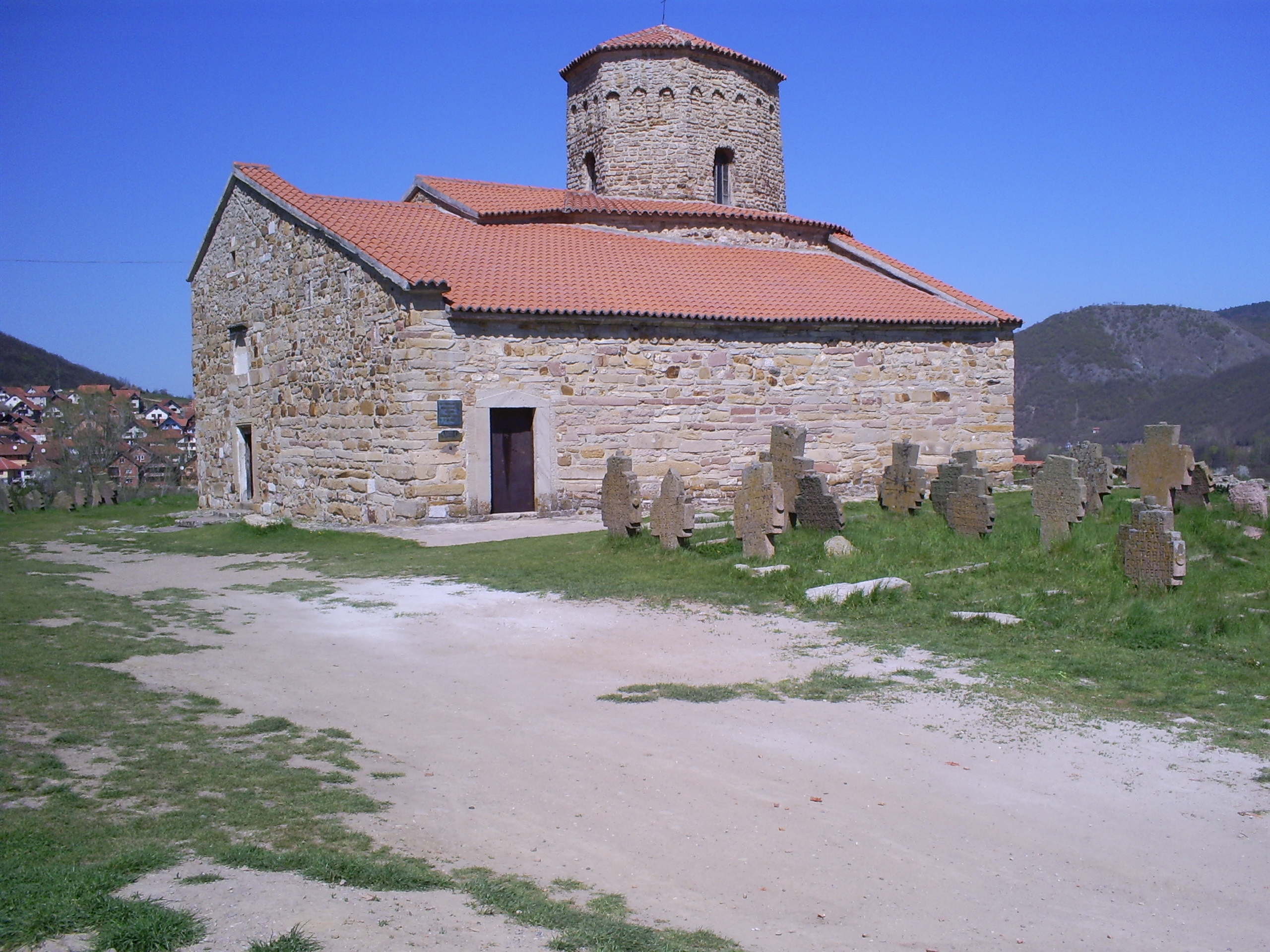
聖ペトル聖堂

聖ペトル聖堂とネクロポリス（St. Peter's Church & necropolis, ID96-003）は、ノヴィ・パザルに残るプレ・ロマネスク様式の聖堂および墓地である。聖堂は6世紀に創建されたと考えられているが、現存する建造物群は10世紀頃のものと考えられている。この聖堂はセルビアに現存する聖堂として最古というだけでなく、バルカン半島に残るキリスト教建造物群の中でも最古である。
聖ペトル聖堂と呼ばれてはいるが、実際には聖ペトルと聖パウェルに献堂されている。聖堂の周辺には、いささか傾いた幅広の十字架の林立する墓地が残るが、この墓地は現存する聖堂よりも前に存在していたとされる。

### ジュルジェヴィ・ストゥポヴィ修道院

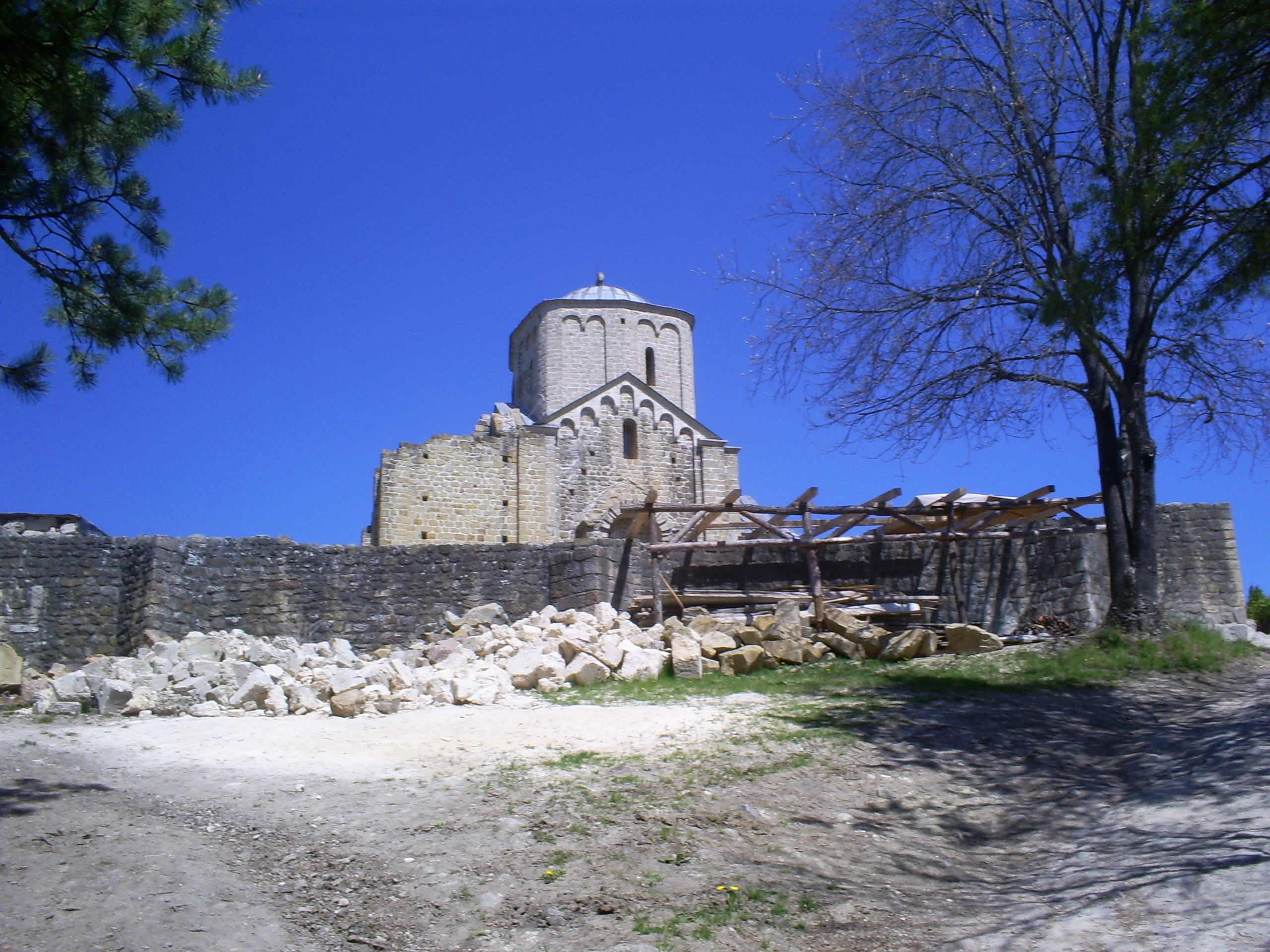
ジュルジェヴィ・ストゥポヴィ修道院

ジュルジェヴィ・ストゥポヴィ修道院（Monastery of Djurdjevi Stupovi, ID96-004）は、ノヴィ・パザル近郊の修道院で、「ジュルジェヴィ・ストゥポヴィ」は「聖ゲオルギの柱」の意味である。
1168年の創建で、とくに修道院付属の聖ゲオルギ聖堂（1171年建造、13世紀に再建）は、ロマネスク建築とビザンティン建築が混ざり合った独特の様式をとどめており、その古さだけでなく後代に与えた影響の面からも重要である。
この修道院には12世紀から13世紀にかけての優れたフレスコ画も残っている。

### グラディナの城壁
トゥルゴヴィシュテの下町を含むグラディナの城壁（Fortress of Gradina with lower town of Trgovište, ID96-005）も、ラスの防衛施設を考察する上で重要な遺跡として、また当時の建築様式の特徴をとどめるものとして登録対象に加えられている。グラディナの城壁はトゥルゴヴィシュテ（Трговиште）の町を守るために、周囲に張り巡らされた城壁である。町全体を取り囲む状態になったのは12世紀のことであるが、最初の建造は9世紀に遡る。

## 登録基準
この世界遺産は世界遺産登録基準のうち、以下の条件を満たし、登録された（以下の基準は世界遺産センター公表の登録基準からの翻訳、引用である）。
- (1) 人類の創造的才能を表現する傑作。
- (3) 現存するまたは消滅した文化的伝統または文明の、唯一のまたは少なくとも稀な証拠。